# Druckguss

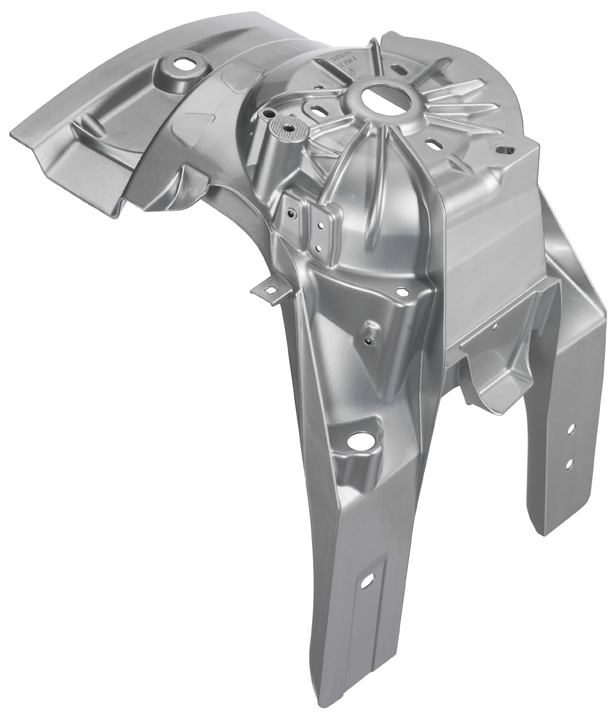
Federbeinstütze aus Aluminium

Zinkdruckguss, noch nicht entgratet und unverchromt

Druckguss (englisch high pressure die casting, (HPDC)) ist ein Gießverfahren für die Serien- oder Massenproduktion. Hierfür kommen in der Regel Gusslegierungen mit niedrigem Schmelzpunkt zum Einsatz.
Beim Druckguss wird die flüssige Schmelze unter hohem Druck von ca. 10 bis 200 MPa und mit einer sehr hohen Formfüllgeschwindigkeit von bis zu 12 m/s in eine Druckgussform (Gussform, Kavität) gedrückt, wo sie dann erstarrt. Das Besondere am Druckgussverfahren ist, dass mit einer Dauerform, d. h. ohne Modell, gearbeitet wird. Dadurch fällt bei einer Serie gleicher Bauteile die Formherstellung nur einmal an, allerdings bei wesentlich höherem Herstellungsaufwand. Damit wird eine hohe Mengenleistung erzielt, insbesondere bei einer Warmkammer-Druckgießmaschine, bei der sich der Gießbehälter und der Gießkolben ständig in der Schmelze befinden. Bei Legierungen, deren Schmelzpunkt höher ist, wird das Kaltkammer-Druckgussverfahren angewendet, die Gießgarnitur befindet sich hierbei außerhalb der metallischen Schmelze.
Das Druckgießen steht in Konkurrenz zum Spritzgießen mit Kunststoffen. Metallische Werkstoffe haben im Einzelfall Vorteile, die den Markt für Druckgussartikel sichern.
Die am häufigsten verwendeten Werkstoffe sind
- Aluminium (Aluminiumdruckguss)
- Zink (Zinkdruckguss)
- Magnesium (Magnesiumdruckguss)
- Siliziumtombak

## Eigenschaften
Druckgießteile besitzen glatte, saubere Flächen und Kanten. Des Weiteren erlaubt dieses Verfahren geringere Wandstärken als andere Verfahren. Bei Zink zum Beispiel können die Teile eine Wandstärke von 1 mm und bei Aluminium von 1,4 mm, in Ausnahmefällen sogar unter 1 mm haben.
Die erreichbaren Toleranzen liegen bei ±0,05 bis ±0,15 mm, so dass auch von einem Genau- oder Fertigguss gesprochen wird. Bei großen Gussteilen benötigt man jedoch etwas größere Toleranzen.
Dabei ist es möglich, Teile aus anderen Werkstoffen, wie z. B. Buchsen, Gewindebolzen oder Stifte mit einzugießen. Innengewinde werden unmittelbar mit drehbaren Stahlkernen hergestellt, die dann später wieder entfernt werden können. Im Gegensatz zu anderen Verfahren nennt man den Abguss hier „Schuss“. Es ist möglich, bis zu 1000 Schüsse pro Stunde durchzuführen (je nach Maschinengröße). Je nach Gießwerkstoff beträgt die Standmenge der Formen bis 2.000.000 Schüsse (Zinklegierungen).
Bei Aluminium werden Standzeiten von ca. 80.000 bis 200.000 Schuss erreicht. Lange galt Aluminium-Druckguss als nicht geeignet zum Schmelzschweißen und zur Wärmebehandlung. Inzwischen ist es in aufwändigen Untersuchungen gelungen, Aluminium-Druckguss schmelzschweißgeeignet und wärmebehandelbar herzustellen. Hier sind – für optimale Festigkeitseigenschaften – die besonders verzugsarmen Strahlschweißverfahren (Elektronenstrahl- und Laserstrahlschweißen) hervorzuheben. Jedoch ist es für optimale Ergebnisse notwendig und empfehlenswert, bei der Konstruktion die Anforderungen des Verfahrens zu berücksichtigen. Darüber hinaus kann Aluminium-Druckguss jedoch auch sehr gut mittels Reibschweißverfahren wie etwa dem Rührreibschweißen verschweißt werden.

## Druckgießmaschine
Druckgießmaschinen bestehen üblicherweise aus einer Formschließeinheit, die dem Öffnen und Schließen der Druckgießform dient. Bestandteile der Formschließeinheit (auch Schließteil genannt) sind:
- eine feste Maschinenplatte (auch feste Platte genannt) zur Aufnahme der feststehenden Eingießformhälfte und im Kaltkammerverfahren der Gießgarnitur
- eine bewegliche Maschinenplatte (auch mobile Platte) zur Aufnahme des hydraulischen Auswerfers und der beweglichen Formhälfte
- die vier Führungssäulen, auf denen die bewegliche Maschinenplatte geführt wird
- das Kniehebelsystem (bestehend aus Zylinderplatte (auch Querhaupt genannt), kurzem und langem Hebel sowie Kreuzkopf)
- der Schließzylinder

Das flüssige Metall wird aus der Gießkammer mit einem Gießkolben in die Form gepresst. Nach der Art der eingesetzten Maschine unterscheidet man das Warm- und das Kaltkammerverfahren.
Der Antrieb des Gießkolbens erfolgt durch den Antrieb der Gießeinheit. Die Beaufschlagung des Antriebskolbens erfolgt meist durch einen hydraulischen Druckspeicher. In einzelnen Fällen wird der Gießkolben elektrisch angetrieben (Stand 2006).

### Peripherie
Im Umfeld der Druckgießmaschine arbeiten die Peripherieeinheiten. Dabei handelt es sich um prozesstechnische Vorrichtungen, die zum Ablauf des automatischen Prozesses notwendig sind.
- Formsprühmaschine oder Manipulator zu Formsprühung bzw. feste Düsen
- Heiz- und Kühlgeräte
- Entnahmevorrichtungen
- Dosierofen oder Schöpflöffel

### Vakuumunterstütztes Druckgießverfahren
Das vakuumunterstützte Druckgießverfahren mit Zwangsentlüftung ermöglicht Werkstücke mit geringen oder keinen Gaseinschlüssen. Dabei werden die Kavität und die Füllkammer bei Gießbeginn evakuiert, so dass die darin befindliche Luft und entstehende Gase beim Gießen abgesaugt werden können. So lassen sich Lufteinschlüsse verringern oder vermeiden.

### Nachverdichtung
Hier wird durch hohe Verdichtung kurz vor der vollständigen Erstarrung der Schmelze ein ähnlicher Effekt erreicht. Poren und Lufteinschlüsse werden deutlich reduziert. Beim Erstarren ändert sich das Volumen des Werkstoffs sprungartig. Dies führt zwangsläufig zu Volumendefiziten im Inneren dickwandiger Bauteile. Um diesen Volumenschwund  zu kompensieren, wird bei den sogenannten Squeeze-Verfahren eine Nachverdichtung der teilweise erstarrten Schmelze vorgenommen. Dazu wird in der Druckgussform in Bereichen, in denen ein Volumendefizit erwartet wird, mittels eines „Squeeze Pins“ die breiige Schmelze komprimiert.

## Druckgussform und -werkzeug
Die im Druckgussverfahren benötigten Druckgusswerkzeuge werden im Werkzeugbau respektive im Formenbau hergestellt. Als Werkstoff für die Gussformen verwendet man meistens Sonderwerkstoffe oder hochfeste Warmarbeitsstähle nach DIN EN ISO 4957. Eine Auswahl ist in der folgenden Tabelle dargestellt.
| Werkstoffkurzname | Werkstoffnummer |
| ----------------- | --------------- |
| 32CrMoV 12-28     | 1.2365          |
| X37CrMoV 5-1      | 1.2343          |
| X40CrMoV 5-1      | 1.2344          |

## Phasenfolge
Beim Druckgießen wird eine zuvor temperierte (100 bis 300 Grad Celsius) Dauerform (zwei- oder mehrteilig) unter Druck mit hoher Geschwindigkeit mit Metallschmelze befüllt. Der eigentliche Gießprozess kann in drei Phasen gegliedert werden.
Die Vorfüllphase dient dazu, die Schmelze in der Gießkammer bis zum Anschnitt zu fördern. Die bei der ersten Phase im Anguss-system komprimierte Luft kann aufgrund der relativ geringen Geschwindigkeit des Kolbens (0,05–0,7 m/s) über Entlüftungskanäle und durch die Formteilungsebene entweichen.
Bei der Formfüllphase presst der Gießkolben mit sehr hoher Geschwindigkeit (0,4–6 m/s) die Schmelze in die Form. Die Formfüllzeit ist mit 5–60 ms außerordentlich kurz. Eine Entlüftung der Form ist deshalb praktisch nicht möglich.
In der Nachdruckphase am Ende der Formfüllung wird ein sehr hoher statischer Enddruck aufgebaut. Dabei wird die bei der Formfüllung eingeschlossene Luft komprimiert und die Nachspeisung des Gussteils gewährleistet.

## Gießdruck
Der Gießdruck ist für die verschiedenen Gusswerkstoffe unterschiedlich. Aluminium- und Magnesiumlegierungen werden mit 300–1200 bar, Zink mit 130–250 bar und Messing mit 300–1000 bar vergossen. Die Festigkeit eines Werkstückes ist bei hohem Gießdruck größer.
Der Querschnitt {\displaystyle A_{1}} des Antriebskolbens und der Betriebsdruck {\displaystyle p_{b}} des Druckspeichers sind nicht veränderbar. Um einen bestimmten Gießdruck {\displaystyle p_{g}} zu erreichen, variiert man also den Querschnitt {\displaystyle A_{0}} des Gießkolbens. Dabei gilt
{\displaystyle p_{g}\cdot A_{0}=p_{b}\cdot A_{1}} (Kräftegleichgewicht)
Bei kreisförmigem Kolbenquerschnitt gilt zudem für Antriebskolbendurchmesser {\displaystyle d_{1}} und Gießkolbendurchmesser {\displaystyle d_{0}}
{\displaystyle p_{g}\cdot {\frac {\pi }{4}}\,{d_{0}}^{2}=p_{b}\cdot {\frac {\pi }{4}}\,{d_{1}}^{2}}
Durch Umstellen dieser Gleichung erhält man für den gewünschten Gießdruck den erforderlichen Gießkolbendurchmesser
{\displaystyle d_{0}=d_{1}\cdot {\sqrt {\frac {p_{b}}{p_{g}}}}}

## Vergleich Druckguss und Spritzguss
Die Investitionskosten für Gießmaschinen und die hohen Fertigungskosten für die Form sind in etwa vergleichbar. Bei beiden Verfahren müssen hohe Stückzahlen diese hohen Investitionskosten rechtfertigen. Danach sind die Rohmaterialkosten vorrangig.
Druckgegossene Metallbauteile besitzen eine wesentlich höhere Biegefestigkeit (-steifigkeit) als spritzgegossene; sie kann bis zu 20-mal höher sein. Die im Druckguss hergestellten Werkstücke sind auch bei höheren Temperaturen (Aluminium bis ca. 450 °C) noch belastbar. Bei spritzgegossenen Materialien nimmt die Festigkeit und Steifigkeit bei höheren Temperaturen (ab 100 °C) stark ab; eine Ausnahme bilden nur teure Spezialkunststoffe. Ein weiterer Vorteil ist, dass bei Belastung der Bauteile (mit Ausnahme von Zink) kein Kriechen auftritt, wie es bei vielen spritzgegossenen Werkstücken der Fall ist. Druckgegossene Teile besitzen eine wesentlich bessere Gestaltsfestigkeit, das heißt eine mechanisch bearbeitete Fläche bleibt eine Fläche, wobei sich die Fläche eines Kunststoffteiles wesentlich leichter verformt. Des Weiteren verändern einige spritzgegossene Kunststoffe die Form unter klimatischen Bedingungen. Druckgegossene Werkstoffe besitzen eine elektromagnetische Abschirmung und eine Beständigkeit gegen organische Lösungen. Außerdem ist ein Recycling ohne Qualitätsverlust möglich.
Spritzgegossene Bauteile sind bei der Verwendung von Standardmaterialien preiswerter. Außerdem kann beim Spritzgießen farbig gegossen werden. Ein weiterer Vorteil ist das geringere Gewicht gegenüber druckgegossenen Werkstücken. Letztere besitzen außerdem schlechtere Korrosionseigenschaften. Des Weiteren ist die Herstellung druckgegossener Metallbauteile aufwändiger und „komplizierte“ Geometrien sind teilweise nicht realisierbar.